# Chinatsu Kira
Chinatsu Kira (吉良 知夏, 5 de juliol de 1991) és una futbolista japonesa.

## Selecció del Japó
Va debutar amb la selecció del Japó el 2014. Va disputar 12 partits amb la selecció del Japó.

## Estadístiques
| Selecció del Japó | Selecció del Japó | Selecció del Japó |
| Anys              | Partits           | Gols              |
| ----------------- | ----------------- | ----------------- |
| 2014              | 12                | 5                 |
| Total             | 12                | 5                 |